# Renodes moha
Renodes moha là một loài bướm đêm trong họ Erebidae.